# British Journal of Psychiatry
Le British Journal of Psychiatry est une revue médicale évaluée par les pairs publiée mensuellement par le Royal College of Psychiatrists (en).

## Description
La revue propose des recherches originales, des revues systématiques, une rubrique sur les parutions de livres, et une rubrique de courrier relative en lien avec la psychiatrie. Une série de suppléments occasionnels fournit une couverture en profondeur de sujets spécifiques. Son rédacteur en chef est Kamaldeep Bhui. L'archive complète des contenus à partir de 1855 à présent disponible en ligne. 
Depuis 2000, la revue est en accès libre un an après la publication des contenus.

## Histoire
Le journal est créé en 1853 sous le titre Asylum Journal. Il prend le nom de Journal of Mental Science en 1858, puis son intitulé actuel en 1963.

## Réception
Selon le Journal Citation Reports, le journal a un facteur d'impact en 2014 de 7.991.